# کوهاچیرو میاتا
کوهاچیرو میاتا (انگلیسی: Kōhachiro Miyata؛ زادهٔ ۱ ژانویهٔ ۱۹۳۸) آهنگساز اهل ژاپن است.